# هیدروسر

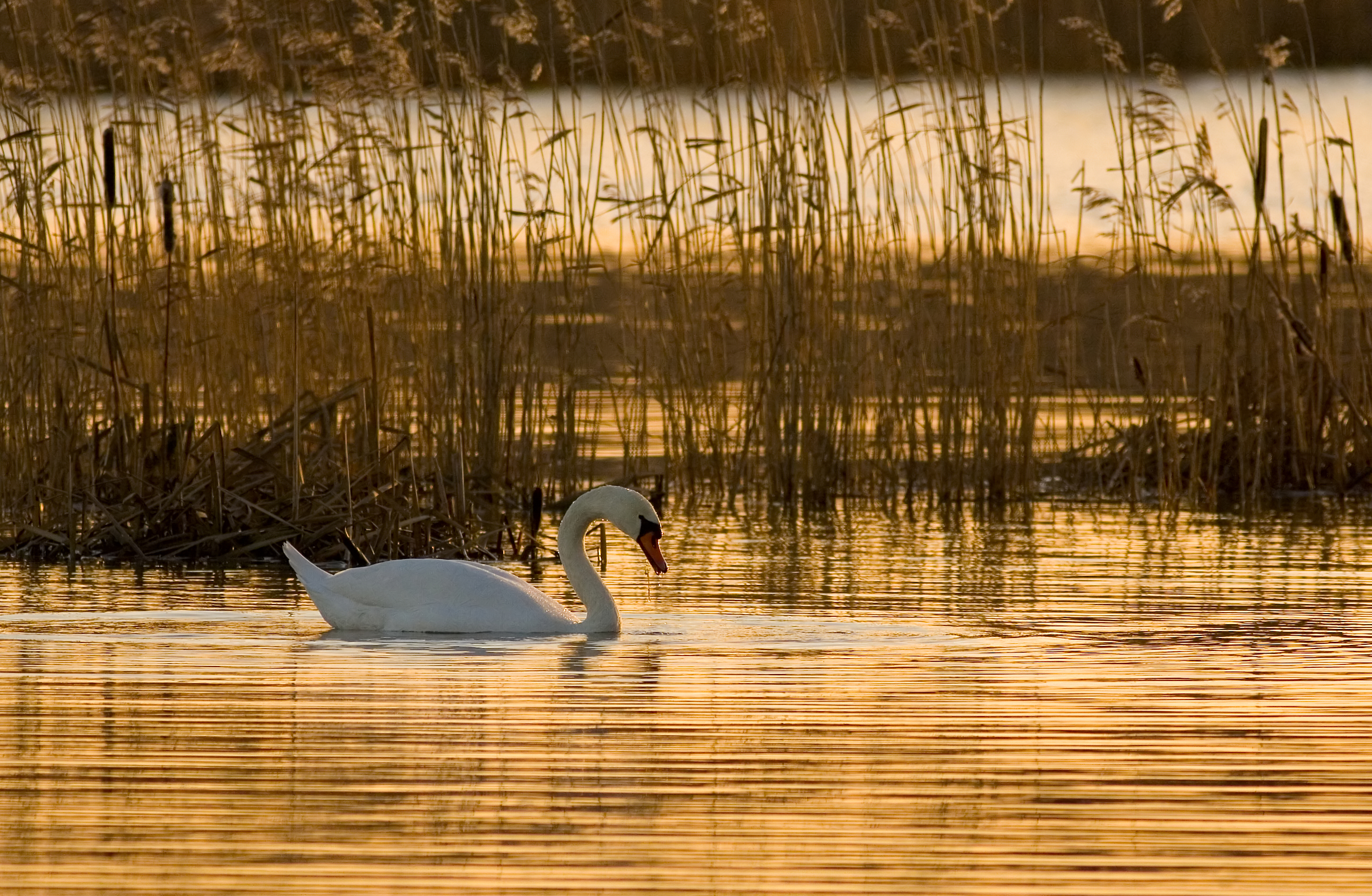
قوی گنگ در اجتماع هیدروسر هنگام طلوع خورشید.

هیدروسر یا آب‌آیند یک جانشینی گیاهی است که در ناحیه‌ای از آب شیرین مانند دریاچه‌های طوقی و دیگچال‌ها رخ می‌دهد. با گذشت زمان، منطقه ای از آب شیرین باز به‌طور طبیعی خشک می‌شود و در نهایت به درختزار تبدیل می‌شود. در طی این تغییر، طیفی از گونه‌های مختلف زمین مانند باتلاق و مرداب جانشین یکدیگر خواهند شد.
جانشینی از آب‌های آزاد تا درختزارهای اوج قرن‌ها یا هزاره‌ها طول می‌کشد. برخی از مراحل میانی نسبت به سایرین زمان کمتری خواهند برد. به عنوان مثال، یک باتلاق ممکن است در عرض یک دهه یا کمتر به مرداب تبدیل شود. مدت زمانی که طول می‌کشد تا حد زیادی به میزان گل و لای که در منطقه آب آزاد رخ می‌دهد بستگی دارد.